# Musa yunnanensis
Musa yunnanensis là một loài thực vật có hoa trong họ Musaceae. Loài này được Häkkinen & H.Wang mô tả khoa học đầu tiên năm 2007.